# Morgána
A Morgána a Morgan férfinév női párja.

## Gyakorisága
Az 1990-es években szórványos név, a 2000-es években nem szerepel a 100 leggyakoribb női név között.

## Névnapok
- június 26.[2]
- augusztus 28.[2]